# Fleshlight
Il Fleshlight è una marca di vagina artificiale o giocattolo sessuale con apertura anale artificiale. È un ausilio per la masturbazione, che viene utilizzato inserendo il pene nella sua apertura.

## Storia del prodotto
Il Fleshlight è stato progettato da Steve Shubin, al quale è stato concesso un brevetto nel luglio 1998 per la sua invenzione, come "dispositivo per la raccolta discreta dello sperma" ed è commercializzato da Interactive Life Forms. Prende il nome dal materiale simile alla carne utilizzato nella sua custodia interna, così come la parte in plastica che ospita la custodia, la quale è modellata per sembrare una torcia sovradimensionata. La guaina interna è disponibile con sembianze di una vulva, ano o di bocca, in colori che rappresentano una varietà di etnie e trasparenze, e con 48 diverse trame interne.

## Prodotti simili
Il marchio Fleshlight Girls produce prodotti per la masturbazione modellati dai corpi di attrici pornografiche. Un dispositivo chiamato Fleshjack è uno spinoff commercializzato per gli uomini gay. Il marchio Fleshjack Boys è costituito da fleshlight e dildo modellati dai corpi di attori pornografici gay.